# Kate Roberts (Autorin)

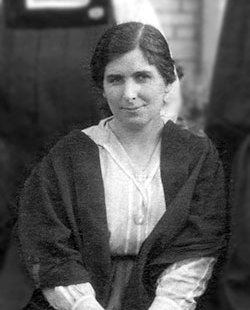
Roberts im Jahre 1923

Kate Roberts (* 13. Februar 1891  in Rhosgadfan bei Caernarfon, Nordwest-Wales; † 14. April 1985 in Denbigh) war eine walisischsprachige Autorin, die als eigentliche Begründerin der walisischen Kurzgeschichte gilt. Sie schrieb auch Romane und war journalistisch aktiv. In Wales wird sie gerne als brenhines ein llên (Königin unserer Literatur) bezeichnet.

## Leben
Kate Roberts wurde als Tochter eines Steinbrucharbeiters geboren. Die harten Lebensbedingungen, die karge Landschaft und das religiöse Leben der nonkonformistischen Gemeinden in dieser damals durchweg (und auch heute noch weitgehend) walisischsprachigen Gegend prägten sie. Nach dem Besuch der Höheren Schule (County School) in Caernarfon besuchte sie das University College of North Wales, Bangor, und wurde zunächst Lehrerin an einer Grundschule ihrer Heimatgegend. Von 1915 bis 1928 unterrichtete sie an verschiedenen höheren Schulen des Industriegebietes in Südwales (South Wales Valleys). Hier kam sie mit der Welt der Industriearbeiter in Berührung. 1917 starb ihr Bruder David im Ersten Weltkrieg. Auf die Frage „Was hat Sie eigentlich dazu gebracht zu schreiben?“ antwortete Kate Roberts später: „Der Tod meines jüngsten Bruders im Krieg 1914-18; dass ich nicht verstand, was geschah, und schreiben musste, um nicht zu ersticken (politisch trieb mich das in die Nationalpartei). Ich bin eine schrecklich dünnhäutige Frau, alles verletzt mich tief, und die Wunde bleibt lange. Der Tod löst die Schuppen von den Augen eines jeden, indem er einen Menschen erschüttert und - wie im Lichte eines Blitzes - einen neuen Blick auf einen Charakter, auf die Gesellschaft, oder tatsächlich auf das Leben insgesamt ermöglicht.“
Die 1925 gegründete Walisische Nationalpartei (später: Plaid Cymru) begann damals ihren Kampf für walisische Autonomie, für die eigene Sprache und gegen den englischen Militarismus. Mit einem der Gründer der Partei, Saunders Lewis, stand sie vierzig Jahre lang in freundschaftlichem Briefaustausch. 1928 heiratete sie den Drucker und Schriftsteller Morris T. Williams, der ebenfalls politisch aktiv war. 1935 kaufte das Ehepaar den traditionsreichen Verlag (und Druckerei) Gwasg Gee in Denbigh (Nordost-Wales). Die Arbeit für den Verlag und die Zeitung Y Faner (Das Banner) nahm beide voll in Anspruch, so dass sie literarisch zeitweise verstummte; sie blieb aber auch in dieser Zeit journalistisch sehr aktiv. Nach dem frühen Tod ihres Ehemannes 1946 begann sie wieder, intensiv Erzählungen zu veröffentlichen, und sie wurde eine zentrale Figur des literarischen und intellektuellen Lebens des walisischsprachigen Wales.
Kate Roberts war zeit ihres Lebens politisch und sozial engagiert. So unterstützte sie 1946 bis 1948 die von Victor Gollancz ins Leben gerufene Kampagne Save Europe Now, welche Hilfe für die unter den Folgen des Zweiten Weltkrieges leidenden Menschen in Mitteleuropa, vor allem in Deutschland, organisierte. Als sie im Alter gefragt wurde, an was man sich dereinst bei ihrem Namen erinnern solle, wies sie nicht auf ihr literarisches Werk, sondern auf ihren Einsatz für die Schaffung von Schulen mit Walisisch als Unterrichtssprache hin. Im Jahre 1950 verlieh ihr die University of Wales den Doktortitel (D.Litt.). Kate Roberts starb mit 94 Jahren in Denbigh. Auf dem Sockel des Grabsteins für sie und Morris Williams steht das Bibelzitat: „Ich habe den guten Kampf gekämpft.“

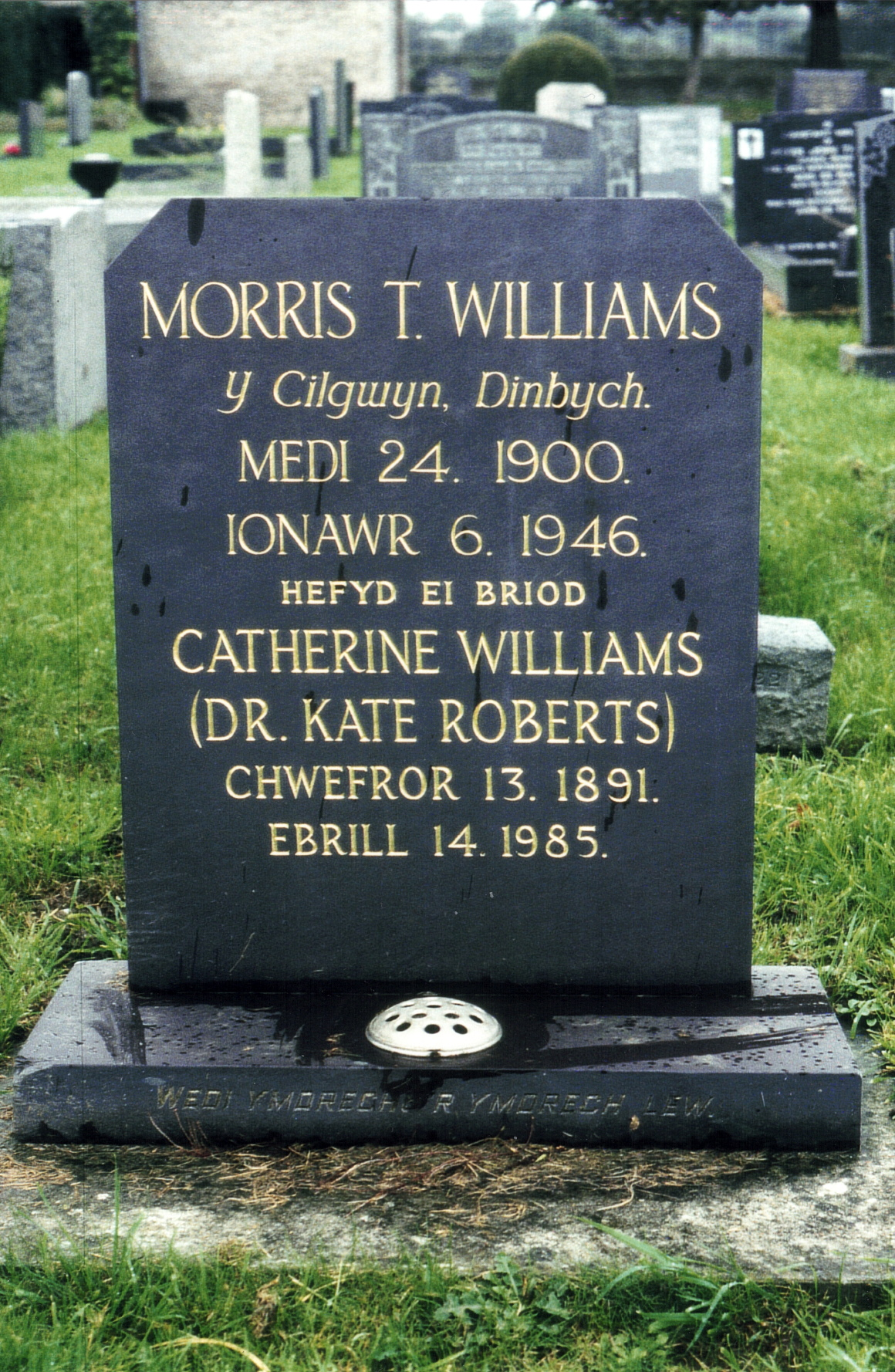
Das Grab von Kate Roberts und Morris T. Williams auf dem Friedhof Ystrad Road Cemetery, Denbigh

## Das literarische Werk
Kate Roberts erzählerisches Werk orientiert sich inhaltlich an den drei Landschaften und Lebensbereichen, die sie genau kannte: das ländliche, durch die Arbeit in der Schieferindustrie bestimmte Leben im Nordwesten, das städtische, von Bergwerken und Eisenindustrie bestimmte Leben im Süden und das kleinbürgerliche Leben in einer stark anglifizierten Kleinstadt des Nordostens. Ihre Geschichten gewinnen ihre besondere Intensität aus der Nähe der Autorin zu diesen Lebensverhältnissen.
Ihre erste Sammlung von Kurzgeschichten, in der bereits ein für die walisische Literatur neuer, unsentimentaler Ton anklang, erschien 1925, mit der zweiten Sammlung Rhigolau Bywyd (Der Trott des Lebens, 1929) hatte sie bereits Meisterschaft in dem Genre erreicht. Es folgten bis 1981 insgesamt sieben weitere Sammlungen. Zentrale Figuren sind vor allem Frauen aus der Arbeiterschicht oder dem Kleinbürgertum, gelegentlich auch aus dem bäuerlichen Milieu. Es gelingt der Autorin, mit psychologischer Genauigkeit und sparsamer, treffender Sprache Szenen von großer Eindringlichkeit zu schaffen, in denen einerseits ganz konkreter Alltag im aktuellen historischen Kontext der Gegenwart erfasst wird, gleichzeitig aber Grundsituationen der menschlichen Existenz aufscheinen. Sie hat hier zweifellos von Autoren wie Anton Tschechow oder Katherine Mansfield, die sie bewunderte, gelernt.
1936 veröffentlichte sie ihren ersten Roman Traed mewn Cyffion (Die Füße im Block), in dem sie ein Panorama einer Familie in der nordwalisischen Steinbruchgegend über drei Generationen hin (von etwa 1880 bis zum Ersten Weltkrieg) entfaltete. Ihr wohl populärstes Werk ist eine Serie von Kurzgeschichten, Te yn y Grug (Das Picknick auf der Heide, 1959), in der sie ein kleines, in ärmlichen, aber wohlbehüteten Verhältnissen aufgewachsenes Mädchen namens Begw und ihre ältere, von den Dorfbewohnern gemiedene „asoziale“ Freundin Winni in ihrer Entwicklung über mehrere Jahre hinweg mit Humor und tiefer Einsicht in die Welt der Kinder – und mit einem kritischen Blick auf die Welt der Erwachsenen – darstellt. In diesen beiden Figuren hat Kate Roberts zwei Seiten ihres eigenen Temperaments personifiziert. Mit Y Lôn Wen (Der Weiße Weg, 1960) hat sie nicht nur „ein Stück Autobiographie“(so der Untertitel) niedergeschrieben, sondern auch ein außerordentlich lebendiges und detailliertes Bild von Gesellschaft und Kultur ihrer Heimat vor dem Ersten Weltkrieg und damit der Umwelt, die sie selbst geprägt hat, gezeichnet.
In ihren späten Werken wendet sich Kate Roberts verstärkt nach innen. Sie verwendet dabei mehrfach die Tagebuchform oder die Ich-Erzählung, um die Gedanken und Erfahrungen von durch Alleinsein oder Krankheit auf sich selbst zurückgeworfenen Frauen angesichts des Chaos und der Wurzellosigkeit des modernen Lebens darzustellen. Gleichwohl können diese späten Erzählungen und Kurzgeschichten auch als „Feier des Überlebens und des Durchhaltewillens trotz aller Widrigkeiten“ gelesen werden.
In ihrer Konzentration auf die „einfachen Leute“, vor allem auf das Schicksal von Frauen, wie auch in ihrer ausschließlichen Verwendung der walisischen Sprache ist ein deutliches politisches Statement erkennbar. Über ihre Geschichten hat Kate Roberts selbst gesagt: „Meine Geschichten sind wie kleine Wellen auf der Wasseroberfläche eines Sees; aber in der Tiefe brodelt es.“

## Werke (Auswahl)

### Walisische Originaltitel (deutsche Übersetzungen)
- O Gors y Bryniau (dt. Aus dem hohen Moorland), Cardiff 1925 (Kurzgeschichten, Neuausgabe: Cardiff 1992). ISBN 0-85284-112-4
- Rhigolau Bywyd (dt. Der Trott des Lebens), Aberystwyth 1929 (Kurzgeschichten).
- Traed Mewn Cyffion (dt. Die Füße im Block), Aberystwyth 1936 (Roman, Neuausgabe: Llandysul 1996). ISBN 0-86383-480-9
- Ffair Gaeaf (dt. Winterjahrmarkt) (1937), Denbigh 2000 (Kurzgeschichten).
- Stryd y Glep (dt. Straße des Geschwätzes), Denbigh 1949 (Erzählung, Neuausgabe: Bethesda 2011). ISBN 978-1-904554-12-7
- Y Byw Sy'n Cysgu (dt.: Die Lebenden schlafen), Denbigh 1956 (Roman, Neuausgabe 1995). ISBN 0-7074-0268-9
- Te yn y Grug (dt.: Picknick auf der Heide), Denbigh 1959,  (Kurzgeschichten, Neuausgabe: Bethesda 2004). ISBN 1-904554-01-6
- Y Lôn Wen. Darn o hunangofiant (dt.: Der Weiße Weg. Fragment einer Autobiographie), Denbigh 1960.
- Tywyll Heno (dt.: Es ist dunkel heute Abend), Denbigh 1962 (Erzählung).
- Tegwch y Bore (dt.: Schönheit des Morgens), Llandybie 1967 (Roman).
- Prynu dol (dt.: Eine Puppe kaufen), Denbigh 1969 (Kurzgeschichten).
- Gobaith (dt.: Hoffnung), Denbigh  1972 (Kurzgeschichten).
- Dafydd Ifans (Hrsg.) (1992), Annwyl Kate, Annwyl Saunders : Gohebiaeth, 1923–1983,  Aberystwyth, National Library of  Wales 1992 (dt.: Liebe Kate, Lieber Saunders, Korrespondenz zwischen Kate Roberts und Saunders Lewis). ISBN 0-907158-57-9
- David Jenkins (Hrsg.): Erthyglau ac Ysgrifau Llenyddol Kate Roberts, Swansea 1978 (dt.: Literarische Artikel und Essays). ISBN 0-7154-0596-9 / 9780715405963

### Übersetzungen ins Englische und Deutsche
- Kate Roberts: A Summer Day and Other Stories, Vorwort von Storm Jameson, Übers. Dafydd Jenkins, Walter Dowding, Wyn Griffith. Cardiff 1946.
- Kate Roberts: Tea in the Heather, Übers. Wyn Griffith. Rhuthin 1968 (Neuauflage 1997, Übersetzung von Te yn y Grug). ISBN 1-871083-85-0
- Kate Roberts: Two Old Men and other stories. Übers. Elan Closs Stephens u. Wyn Griffith. Illustrationen: Kyffin Williams. Newtown: Gwasg Gregynog 1981. ISBN 0 948714 04 2
- Kate Roberts, The World of Kate Roberts: selected stories, 1925–1981, Übers. Joseph P. Clancy. Philadelphia: Temple University Press, 1991 (die umfassendste Sammlung der Kurzgeschichten in englischer Übersetzung).  ISBN 0-87722-794-2
- Kate Roberts: Sun and Storm & other stories. Übers. Carolyn Watcyn. Denbigh 2000. ISBN 0-7074-0347-2
- Kate Roberts: The Awakening, Übers. Siân James, Bridgend 2006 (Übersetzung des Romans Y Byw Sy'n Cysgu). ISBN 978-1-85411-405-1
- Kate Roberts, One Bright Morning, Übers. Gillian Clarke, Llandysul 2008 (Übersetzung des Romans Tegwch y Bore). ISBN 978-1-84323-959-8
- Kate Roberts: Y Lôn Wen / The White Lane, Übers. Gillian Clarke. Llandysul 2009 (zweisprachige Ausgabe). ISBN 978-1-84851-016-6
- Kate Roberts, Feet in Chains, Übers. Katie Gramich. Cardigan 2012 (Übersetzung des Romans Traed mewn Cyffion). ISBN 978-1-908946-64-5
- Hans Petersen (Hrsg.): Erkundungen, 28 walisische Erzähler, Berlin (DDR): Volk und Welt 1988 (enthält eine Kurzgeschichte von Kate Roberts) ISBN 3-353-00361-4
- Frank Meyer u. Angharad Price (Hrsg. und Übersetzer): Tee mit der Königin. Kurzgeschichten aus Wales, Hildesheim: Cambria Verlag 1996 (enthält eine Kurzgeschichte von Kate Roberts) ISBN 978-3-937601-17-5
- Kate Roberts: Katzen auf einer Versteigerung. Erzählungen. Übers. Wolfgang Schamoni. Bielefeld: Pendragon 2000 (enthält 9 Kurzgeschichten). ISBN 3-929096-57-9
- Kate Roberts: Der Schatz. Erzählungen aus Wales. Übers. Wolfgang Schamoni. Frauenfeld (Schweiz): Waldgut Verlag 2009 (erweiterte Neuauflage des vorangegangenen Titels; enthält 16 Kurzgeschichten). ISBN 978-3-03740-381-5

Kate Roberts’ Werke wurden auch ins Französische, Niederländische, Finnische, Bretonische und Irische übersetzt.

## Sekundärliteratur
- Derec Llwyd Morgan: Kate Roberts. Cardiff 1991.
- Katie Gramich: Kate Roberts. Cardiff 2011 (Writers of Wales).  ISBN 978-0-7083-2339-7
- Alan Llwyd: Cofiant Kate Roberts 1891–1985. Talybont 2011 (in Walisisch). ISBN 978-1-84771-336-0
- Meic Stephens (Hrsg.): The New Companion to the Literature of Wales. Cardiff 1998 (Artikel: „Kate Roberts“, S. 647–649). ISBN  978-0-7083-1383-1